# 2828 Peachtree Condominiums
Le 2828 Peachtree Condominiums est un gratte-ciel de style post-moderne de logement (condominium) de 128 mètres de hauteur construit à Atlanta en 2002 et conçu par l'agence Womack + Hampton Architects, L.L.C.
L'immeuble abrite 84 logements.
Le bâtiment comporte 5 étages de parking surmontée de 27 étages de logements.